# New Jersey (album)
New Jersey – czwarty album studyjny zespołu Bon Jovi wydany 13 września 1988 roku. Sprzedł się w nakładzie około 7 mln egzemplarzy w USA i 18 mln na całym świecie. Jest to trzeci pod względem liczby sprzedanych kopii album grupy. Płyta zadebiutowała na 1. miejscu listy w Stanach Zjednoczonych. Zawiera dwa single, które również znalazły się na 1. miejscu listy Billboard Hot 100 – "Bad Medicine" i balladę "I’ll Be There for You". Album znalazł się na 11 miejscu w zestawieniu rockowych albumów wszech czasów.
Producentem został ponownie Bruce Fairbairn, a techniką zajął się Bob Rock. Po wydaniu krążka Bon Jovi ruszyli po raz kolejny w wielką trasę koncertową "Jersey Syndicate" grając ponad 230 koncertów na całym świecie. Przebieg tej trasy uwieczniono na filmie Acces All Areas - A Rock & Roll Odyssey. Ostatnim koncertem na trasie był 'Moscow Peace Festival' zorganizowany przez ówczesnego managera Bon Jovi. Wystąpiły także takie gwiazdy jak Scorpions, Ozzy Osbourne, Skid Row czy Cinderella.

## Lista utworów
1. "Lay your Hands on Me" - (Billboard Hot 100 – 7)
2. "Bad Medicine" - (Billboard Hot 100 – 1)
3. "Born to Be my Baby" - (Billboard Hot 100 – 3)
4. "Living in Sin" - (Billboard Hot 100 – 9)
5. "Blood on Blood "
6. "Homebound Train"
7. "Wild is the Wind"
8. "Ride Cowboy Ride"
9. "Stick to your Guns"
10. "I’ll Be There for You" - (Billboard Hot 100 – 1)
11. "99 in the Shade"
12. "Love for Sale"

## Single
- "Bad Medicine"
- "Born To Be My Baby"
- "I’ll Be There for You"
- "Lay Your Hands On Me"
- "Living In Sin"

## Album na światowych listach przebojów
- "New Jersey" - #1 USA (4 tygodnie); #1 UK;

## Certyfikaty
- RIAA (Recording Industry Association of America): 7x platyna
- BPI (British Phonographic Industry): 2x platyna
- CRIA (Canadian Recording Industry Association): 5x platyna

## Twórcy
- Jon Bon Jovi (wokal, gitara akustyczna)
- Richie Sambora (gitary, mandolina, wokal)
- David Bryan (klawisze, wokal)
- Alec John Such (bassy, wokal)
- Tico Torres (bębny, perkusja)